# Steffi Narr
Steffi Narr (* 1986) ist eine deutsche Jazz- und Improvisationsmusikerin (Gitarre, Komposition).

## Leben und Wirken
Narr, die im Süden Deutschlands aufwuchs, erhielt ab dem Alter von acht Jahren Gitarrenunterricht. Nach ersten Konzerterfahrungen während ihrer Schulzeit und frühen internationalen Auftritten mit der Jazz-AG der Schule entschied sie sich für ein Musikstudium. Ab 2008 studierte sie an der Hochschule für Musik „Carl Maria von Weber“ Dresden; ab 2010 setzte sie ihr Jazzstudium an der Hochschule für Musik und Theater „Felix Mendelssohn Bartholdy“ Leipzig fort.
Anschließend spielte Narr in unterschiedlichen Bandprojekten wie Yosai (Alma Ata, 2017) und Orph Jazz, aber auch Indie-Pop. Konzerte, u. a. in Kooperation mit dem Goethe-Institut, führten sie bereits nach Frankreich, Italien, Belgien, Luxemburg, in die Schweiz, nach Bahrain, in den Libanon, den Irak, Jordanien, in die Palästinensischen Autonomiegebiete, nach Ägypten und in die USA. Während des durch die COVID-Pandemie bedingten Stillstands entwickelte sie ein Soloprogramm, das sie ab 2022 aufführte, und kam zum freien Spiel. Mit dem Schlagzeuger Oliver Steidle gründete sie ein Duo, das 2021 auf den Leipziger Jazztagen erstmals auftrat und 2024 ein Album veröffentlichte. Weiterhin initiierte und konzipierte sie die Zusammenarbeit dieses Duos mit der Videokünstlerin Saou Tanaka zusammen und beschäftigt sie sich musikalisch mit dem Thema Tod und Trauer.
Den alle zwei Jahre ausgelobten Kathrin-Preis, der an die Musikerin Kathrin Lemke erinnert, erhielt Narr 2025 in Darmstadt für „ihre Fähigkeit, klangliche Innovation mit emotionaler Tiefe zu vereinen“ und für ihr „mutiges, künstlerisch wegweisendes Projektvorhaben ‚Transitions‘, das Musik und visuelle Kunst durch improvisatorische Prozesse zu einem beeindruckenden Gesamtkunstwerk verschmilzt.“